# Загор'я (Гдовський район)
Загор'я (рос. Загорье) — присілок в Гдовському районі Псковської області Російської Федерації.
Населення становить 2 особи. Входить до складу муніципального утворення Юшкинська волость.

## Історія
Від 2005 року входить до складу муніципального утворення Юшкинська волость.

## Населення
| 2001 | 2002 | 2010 |
| ---- | ---- | ---- |
| 4    | ↗9   | ↘2   |